# Webasto

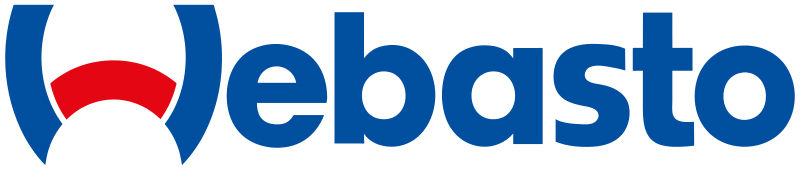
Webasto Logotyp

Webasto är ett tyskt familjeägt företag, grundat 1901, som tillverkar taksystem  samt klimatsystem för fordons- och marinindustrin.
Webasto har 50 kontor globalt varav 30 av dessa även är produktionsanläggningar. Företaget är representerat i fler än 43 länder och är fortfarande kvar i familjen Baiers ägo. Huvudkontoret ligger fortfarande i utkanten av München, i byn Stockdorf.
Företaget tillverkar och utvecklar Webasto taksystem, fällbara taksystem och värmare för bilar, samt värme-, kyl- och ventilationssystem för lastbilar, bussar, båtar, husbilar och specialfordon. 